# Ermite à brins blancs
Phaethornis superciliosus
Espèce
Statut de conservation UICN

 LC  : Préoccupation mineure
Statut CITES
L'Ermite à brins blancs, Phaethornis superciliosus, est une espèce de colibris de la sous-famille des Phaethornithinae.

## Distribution
L'ermite à brins blancs est présent au Guyana, au Venezuela, en Guyane, en Équateur, au Suriname et au Brésil.

Carte de répartition de l'espèce

## Habitat
Comme la majorité des membres des Phaethornithinae, l'Ermite à brins blancs est un habitant des sous-bois.  On le trouve dans les forêts humides des basses terres, les lisières forestières,  les forêts galeries, les varzeas et les igapos.